# Frane Šore Čelik
Frane Šore Čelik (Seget Donji, 14. srpnja 1918. – Vidimlije, 12. lipnja 1942.), poznat i pod drugim nadimkom Bajuba, komunistički revolucionar, partizanski zapovjednik i organizator antifašističkog ustanka u Segetu Donjem.

## Životopis
Frane Šore Čelik je rođen u selu Donji Seget pokraj Trogira u ribarskoj obitelji,od oca Marka i majke Ike r. Vukman Ilak iz Gornjeg Segeta. U obitelji je imao i dva starija brata, ribara Jakova Šoru  te časnika Kraljevine Jugoslavije - Grgu Šoru, koji se osnutkom NDH pridružio postrojbama Hrvatskog domobranstva.
Osnovnu školu završio je u svom rodnom mjestu u kojem je proveo djetinjstvo i mladost, gdje zarana uočava nepravdu koju je provodila monarhističko-kapitalistička jugoslavenska vlast, nedovoljno sposobna da riješi nagomilane nacionalne i socijalne probleme. 
Rano se uključuje u omladinski revolucionarni pokret, u kojeg ga uključuju članovi KPJ : Zvonko Prlenda, pekarski radnik i tadašnji predsjednik URS-ovih sindikata Hrvatske, Petar Lozovina iz Segeta Donjeg i Tadija Mihanović iz Žrnovnice. U ljeto 1934. postaje član Saveza Komunističke Omladine Jugoslavije - SKOJ-a, a ubrzo je bio izabran za sekretara mjesne organizacije SKOJ-a Donjeg Segeta. Pod njegovim rukovodstvom ova se organizacija isticala brojnim akcijama. Godine 1936. prijavljuje se kao dobrovoljac za odlazak u Španjolsku, gdje zbog slabih veza i policijske provale nije stigao. Po direktivi Partije 1936. odlazi u Stobreč, a potom u Kaštel Kambelovac, gdje je okupljao napredne omladince i osnovao organizaciju SKOJ-a. Godine 1937. postao je član zabranjene i tajne Komunističke partije Jugoslavije (iste godine osniva se Komunistička partija Hrvatske) i od tada se još jače angažira u revolucionarnom životu. Poklanja pažnju vlastitom idejno-političkom obrazovanju, čita marksističku literaturu.
Godine 1937. odlazi u Šibenik na odsluženje kadrovskog roka. U vojsci je također nastavio s revolucionarnim radom, gdje je u vojnoj jedinici, izviđačkim zapovjedanjem, osnovao tajni aktiv komunista. Zapovjedništvo je uočilo njegovo revolucionarno djelovanje, zbog čega je bio maltretiran i fizički kažnjavan, te bio po kazni premješten na brod "Jadran", na kojem je, također, kažnjavan.
Nakon odsluženja vojnog roka, vraća se u svoje selo, gdje nastavlja revolucionarnim radom. Godine 1938. u selu, u kući Špika Bunde, osniva se mjesna čitaonica "Seljačka sloga" i on je bio njen prvi predsjednik. Uključuje se u akciju osnivanja partijske ćelije KPH - Donji Seget, koja je osnovana u kolovozu 1939. Tada u Partiju prima i Jozu Lozovinu Mosora, koji će se iznjedriti u rukovodioca antifašističkog ustanka u cijelom kotaru Trogir. U vrijeme kapitulacije Kraljevine Jugoslavije našao se kao rezervista (pričuvnik) na bateriji Novica na Drveniku Velikom, odakle je kući donio veću količinu streljiva i oružja.
Nakon okupacije Kraljevine Jugoslavije aktivno se uključio u akciju prikupljanja oružja i streljiva, te u pripreme za dizanje ustanka i otpora protiv okupatora. Sudjeluje u ustrojavanju "udarne grupe" u Donjem Segetu, koja organizira i izvodi prve diverzantske akcije - rušenje telefonsko-telegrafskih stupova prema Marini i Gornjem Segetu, te u suradnji s trogirskim komunistima - rušenje vlaka HDŽ u Labinskim Dragama koji je prevozio mast za ustaški garnizon u Sinju. Dolaskom okupatora, po zapovjedi Partije, prelazi u ilegalni (tajni) život. Talijanske vlasti tragaju za njim na osnovu svjedočenja doušnika, kao što je bio Filip Bilota, sin Marina, čije ime je navedeno u talijanskim dokumentima. Karabinjeri ga uhićuju u kolovozu 1941., u raciji u Donjem Segetu, te ga nakon višednevnog pritvora puštaju, uz obvezu daljnjeg javljanja karabinjerskoj postaji. 
U partizane odlazi 24. travnja 1942., zajedno sa suseljaninom Šimom Špikom. Kao prvi partizani iz Segeta odlaze preko Dalmatinske zagore prema Bosni, na područje tadašnje NDH, gdje je Čelik svrstan u Livanjski partizanski odred, u kojem se ubrzo istakao kao primjeran i neustrašiv borac te bio postavljen na dužnost komandira voda, a zatim zamjenika komandira čete. Poginuo je 12.lipnja 1942. u selu Vidimlije u Glamočkom polju., najvjerojatnije počinivši samoubojstvo da ne padne živ u ruke četnicima koji su opkolili odred. Njegovi posmrtni ostaci su nakon rata preneseni na počivalište u obiteljsku grobnicu na groblju Konacvine u Segetu Donjem.

## Nasljeđe
Njegovo ime nosila je tadašnja Srednja ekonomska škola u Segetu Donjem, Omladinsko kulturno-umjetničko društvo te jedna ulica u Segetu Donjem. 15. kolovoza 1979. svečano je otkriveno spomen poprsje, rad splitskog kipara Mirka Ostoje, ispred tadašnje Ekonomske škole u Segetu Donjem. Spomen poprsje je uklonjeno nakon uspostave neovisnosti RH, a nazivi ulica i institucija koje su nosili njegovo ime su promijenjeni.